# 黑田玲子
黑田玲子（Kuroda Reiko，1947年10月7日—）是日本化學家，為東京大學生命科學系名譽教授。

## 早年
黑田玲子生於秋田市，於宮城縣仙台市长大。她在御茶水女子大學化學系畢業後，在東京大學獲得理學博士學位。

## 职业
获得博士学位后，黑田玲子在英國伦敦国王学院任教、於癌症研究所工作，1986年返日。1992年，她成为东京大学第一位女性理科教授。
其研究领域主要為无机化学和有机化学中的手性。她的研究发现，蜗牛壳螺旋方向在蜗牛发育早期就已确定，她的团队後利用CRISPR 基因編輯证明該假說。 

## 榮譽
1993年，黑田玲子獲頒为傑出女性科学家颁发的猿橋獎。
2009年6月10日，黑田当选为瑞典皇家科学院化学系外籍院士。
2013年，黑田玲子荣获欧莱雅-联合国教科文组织女科学家奖，是日本第4位獲該獎項者。

## 外部連結
- 黑田研究小组
- 剑桥晶体学数据中心
- | 1998年 | - 格蕾丝·奥拉杜尼·泰勒 - 柳明姬 - 帕斯卡莱·科萨尔 - 格洛丽亚·蒙特内格罗 |

| 2000年 | - 瓦莱丽·米兹拉希 - 岡崎恒子 - 玛加丽塔·萨拉斯 - 尤金尼娅·德尔·皮诺 - 乔安·佐利                                             |
| 2001年 | - Adeyinka Gladys Falusi - 苏珊娜·科里 - 安妮·麥克拉倫 - 玛亚娜·扎茨 - 琼·伊莲·阿吉特·辛格·施泰茨       |
| 2002年 | - 纳吉瓦·马吉德 - 英迪拉·纳特 - 玛丽·奥斯本 - 安娜·玛丽亚·洛佩斯·科洛梅 - 雪莉·蒂爾曼                   |
| 2003年 | - 凯瑞玛特·爱尔·赛耶德 - 李方华 - 艾谢·艾尔赞 - 马里亚纳·魏斯曼 - 约翰那·勒韦·森吉斯                    |
| 2004年 | - 詹妮弗·汤姆森 - 露西娅·门东萨·普雷维亚托 - 菲利帕·马拉克 - 葉玉如 - 克里斯汀·珀蒂                     |
| 2005年 | - 祖赫拉·本·拉赫达尔 - 米澤富美子 - 多米尼克·郎之万 - 贝利塔·科伊勒 - 米丽娅姆·萨拉奇科       |
| 2006年 | - 哈比巴·布哈迈德·查布妮 - 詹妮·格雷夫斯 - 里斯蒂娜·范·布罗艾克霍恩 - 埃丝特·奥斯罗科 - 帕梅拉·比约克曼 |
| 2007年 | - 阿米娜·古里布-法基姆 - 利贾·加尔加洛 - 米尔德里德·德雷斯尔豪斯 - 玛格丽特·布林布尔 - 塔季扬娜·比尔施泰因        |
| 2008年 | - Lihadh Al-Gazali - 金娜蕊 - 阿达·约纳特 - 安娜·贝伦·埃尔瓜扬 - 伊丽莎白·布莱克本                                |
| 2009年 | - 泰贝洛·尼奥孔 - 小林昭子 - 阿西妮·唐纳德 - 比阿特丽斯·巴尔拜 - 欧热尼娅·库马切娃            |

| 2010年 | - 拉希卡·里迪 - 洛德斯·J·克鲁兹 - 安妮·德让-阿瑟马 - 亚历杭德拉·布拉沃 - 伊莱恩·富克斯             |
| 2011年 | - 法伊扎·哈拉菲 - 任詠華 - 安妮·吕利耶 - 西尔维娅·托雷斯-潘贝尔特 - 吉莉安·班菲尔德                                    |
| 2012年 | - 吉尔·法兰特 - 英格丽德·谢弗 - 弗朗西丝·阿什克罗夫特 - 苏珊娜·洛佩斯·沙勒东 - 邦尼·巴斯勒                   |
| 2013年 | - 弗朗西丝卡·妮卡·奥克克 - 黑田玲子 - 普拉蒂巴·盖 - 玛西亚·巴博萨 - 金秀蘭                                   |
| 2014年 | - 塞吉尼特·凯勒穆 - 稻葉佳代 - 布里吉特·基弗 - 塞西莉亚·布扎 - 劳丽·格利姆彻             |
| 2015年 | - 拉贾·沙尔卡维·莫斯利 - 谢毅 - 卡罗尔·卡萝尔·薇薇恩·罗宾逊 - 泰莎·斯托尔基·贝格曼 - 莫莉·肖伊切特 |
| 2016年 | - 埃玛纽埃勒·沙尔庞捷 - 珍妮弗·道德纳 - 卡拉伊莎·阿卜杜勒·卡里姆 - 陈化兰 - 安德烈娅·加马尔尼克                        |
| 2017年 | - 尼雯·哈沙卜 - 米歇尔·西蒙斯 - 尼古拉·施帕尔丁 - 鲍哲南 - 玛丽亚·特雷莎·鲁伊斯                    |
| 2018年 | - 希瑟·扎爾 - 张弥曼 - 卡洛琳·迪恩 - 艾米·特雷莎·奥斯汀 - 珍妮特·罗森特                                      |
| 2019年 | - 纳加特·阿云·萨里巴 - 川合眞紀 - 卡伦·哈尔伯格 - 英格丽·多贝西 - 克萊爾·瓦贊                                          |

| 2020年 | - 阿布拉·梅哈维·希拜伊 - 费道希·卡德里 - 伊迪丝·赫德 - 埃斯佩兰萨·马丁内斯-罗梅罗 - 克里斯蒂·安塞斯 |
| 2021年 | - 簡·凱瑟琳·恩吉拉 - 野崎京子 - 莎菲·戈德瓦塞尔 - 弗朗索瓦丝·孔布 - 艾丽西亚·迪肯斯坦                                             |
| 2022年 | - 玛丽亚·瓜达卢佩·古兹曼·提拉多 - 考里科·卡塔林 - 胡海岚 - 阿涅丝·比纳瓜赫 - 玛丽亚·安吉拉·涅托                               |
| 2023年 | - 苏珊娜·努内斯 - 莉迪亚·莫拉夫斯卡 - 弗朗西斯·科万 - 安娜玛丽亚·方特 - 阿薇夫·雷格夫               |
| 2024年 | - 羅絲·萊克 - Alicia Kowaltowski - Nada Jabado - 颜宁 - Geneviève Almouzni                                          |
| 2025年 | - 普莉西拉·贝克 - 王小云 - 克劳迪娅·费尔泽 - 玛丽亚·特蕾莎·多瓦 - 芭芭拉·芬莱森-皮茨                          |